# Pârș cenușiu
Pârșul cenușiu (Glis glis), numit și pârș comun sau pârș mare, este singura specie din genul Glis al familiei Gliridae. Se întâlnește în cea mai mare parte a Europei.

## Descriere
Pârșul cenușiu este cel mai mare dintre pârși, lungimea corpului împreună cu capul însumând de la 14 până la 19 cm, plus o coadă de 11–13 cm. De obicei cântărește între 120 și 150 g, dar poate atinge o greutate aproape dublă imediat înainte de hibernare. Are în general un corp asemănător celui de veveriță, având urechi mici și picioare scurte cu labe mari. Blana are o culoare de la cenușiu până la cenușiu-brun pe cea mai mare parte a corpului, pe când partea inferioară și suprafața interioară a picioarelor poate fi de la alb până la galben-brun; linia de demarcare este bine definită.
Spre deosebire de alți pârși, această specie nu are semne întunecate pe față, cu excepția unor cercuri vagi în jurul ochilor. Coada este lungă și stufoasă, cu blană puțin mai întunecată decât pe corp. Labele din față au patru degete și cele din spate cinci. Tălpile nu sunt acoperite de păr. Femelele au de la patru până la șase perechi de mameloane. 
Pârșul cenușiu este apt de o autotomie limitată; dacă un alt animal îl înșfacă de coadă, pielea se rupe cu ușurință și se scoate de pe osul subiacent, lăsând animalul să fugă. După aceea vertebrele expuse se rup și rana se vindecă.

## Ecologie și habitat
Pârșii cenușii populează pădurile cu frunză căzătoare dominate de stejar și fag, de la nivelul mării până la limita superioară a acestora dintre 1500 și 2000 m. Ei preferă păduri dese cu stânci și peșteri, dar pot fi găsiți și în vegetația maquis, livezi și marginile orașelor. Au fost semnalați frecvent în peșteri cu adâncimi până la 400 m, unde se pot adăposti de prădători.
Densitatea populației poate varia între 2 și 22 indivizi la hectar. Femelele populează doar niște domenii vitale foarte mici, de 0,15–0,76 ha, pe când masculii ocupă domenii mult mai mari, de 0,8–7 ha, cu mai multe vizuini.
Pârșii cenușii sunt în mare ierbivori, hrănindu-se în principal cu pomușoare, mere și nuci. Pe de altă parte, sunt adaptabili, și au fost observați că mănâncă și scoarță, frunze, flori, nevertebrate și chiar ouă. Jirul, bogat în energie și proteine, este o excelentă sursă de hrană pentru pui și femelele care alăptează.

## Comportament
Pârșii cenușii sunt animale nocturne, petrecând ziua în cuiburi preluate de la păsări sau situate în scorburi sau adăposturi similare. Sunt buni cățărător și își petrec cea mai mare parte a timpului în copaci, deși sunt relativ slabi la salturi. Pârșii profită de secrețiile lipicioase din glandele plantelor ca să se cațăre pe suprafețele netede. Stau în general în pădure și evită suprafețele deschise. În general nu sunt animale sociale, însă grupuri mici de adulți strâns înrudiți au fost semnalate ocazional. Multe mame-pârși formează zone de cuibărire comunale unde au grijă de pui împreună.
Comunicarea are loc parțial prin sunete, piuitoare sau fosăitoare, parțial prin mirosuri. Ei lasă urme de miros din glandele specializate de pe labe și de la baza cozii.
Pârșii sunt activi în cursul unei perioade de șase luni și hibernează aproximativ din octombrie până în mai, în funcție de condițiile climatice locale. Sunt activi în medie 202 min pe zi, preponderent noaptea. Ei își pregătesc o vizuină în sol moale sau într-o peșteră, și se bazează pe rezervele de grăsime ca să supraviețuiască iarna. În timpul hibernării rata metabolismului și temperatura corpului scad dramatic și animalul poate înceta de tot să respire pentru intervale de timp de până la o oră. În anii cu insuficiență de hrană pârșii cenușii pot hiberna peste 11 luni.
În sălbăticie majoritatea pârșilor hibernează trei ierni și mor în timpul celei de-a patra hibernări, când măselele lor sunt deja prea uzate ca să mai poată mesteca hrana.

## Reproducere

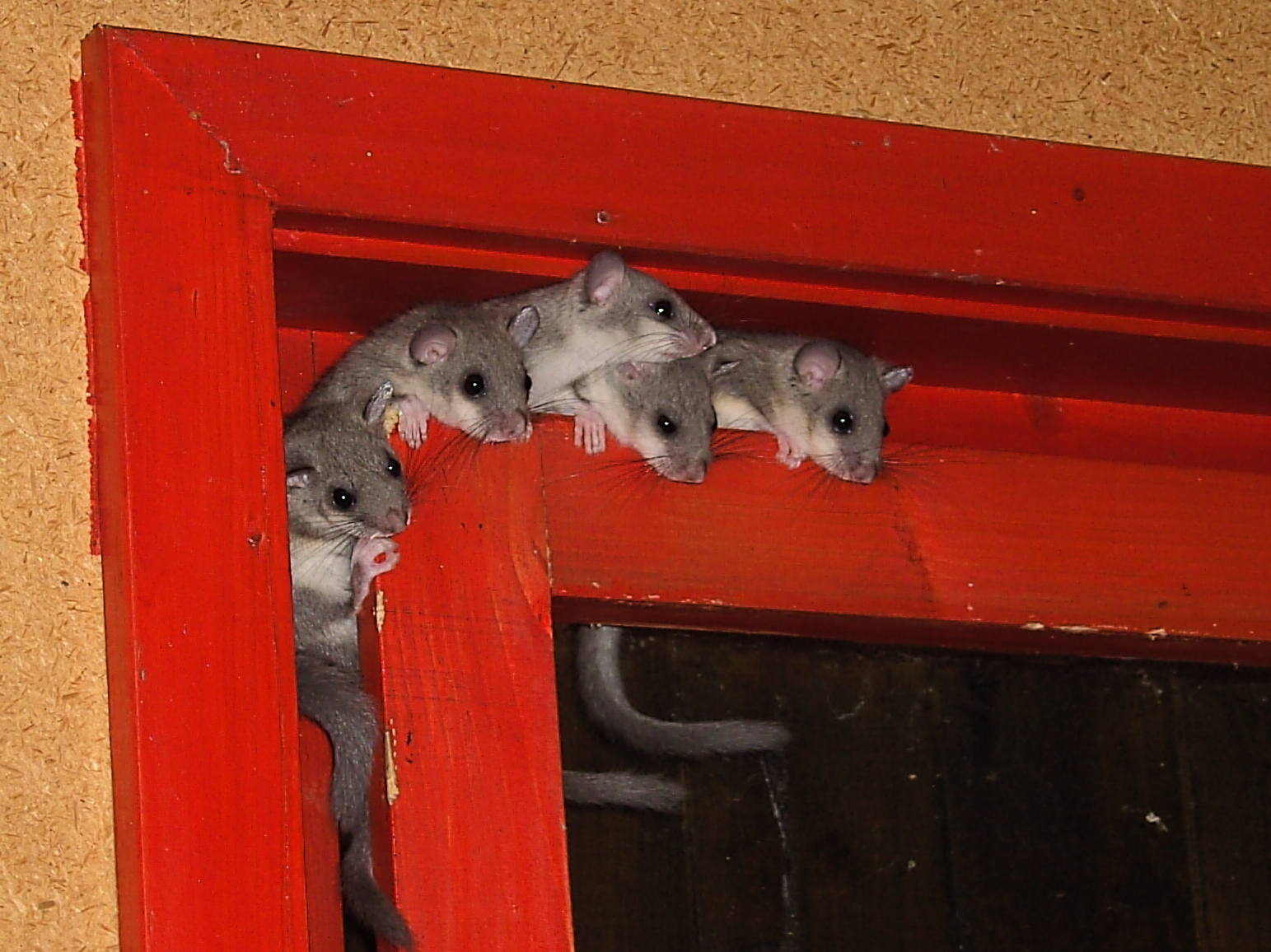
Pârși tineri

Împerecherea începe după o lună de la trezirea din hibernare, reproducerea la acest mamifer fiind determinată în principiu de capacitatea de fecundare a masculilor care nu este întotdeauna prezentă. Doar în anii cu abundență de hrană toamna sunt testiculele masculilor deja în primăvară semnificativ mai mari, ceea ce este legat de capacitatea reală de fecundare. Cum se realizează această determinare anticipată la pârși, nu a fost deocamdată explicat științific. Uneori perioada de împerechere durează până la sfârșitul lunii august. După o perioadă de gestație de 30–32 de zile se nasc între începutul lunii august și mijlocul lunii septembrie de obicei 4–6, mai rar până la 11 pui orbi. După 21–32 de zile acestora li se deschid ochii și încep atunci, până la începutul apropiat al hibernării, să consume hrană tare. În această fază scurtă supraviețuirea puilor depinde de abundența de hrană.

## Pârșii și oamenii

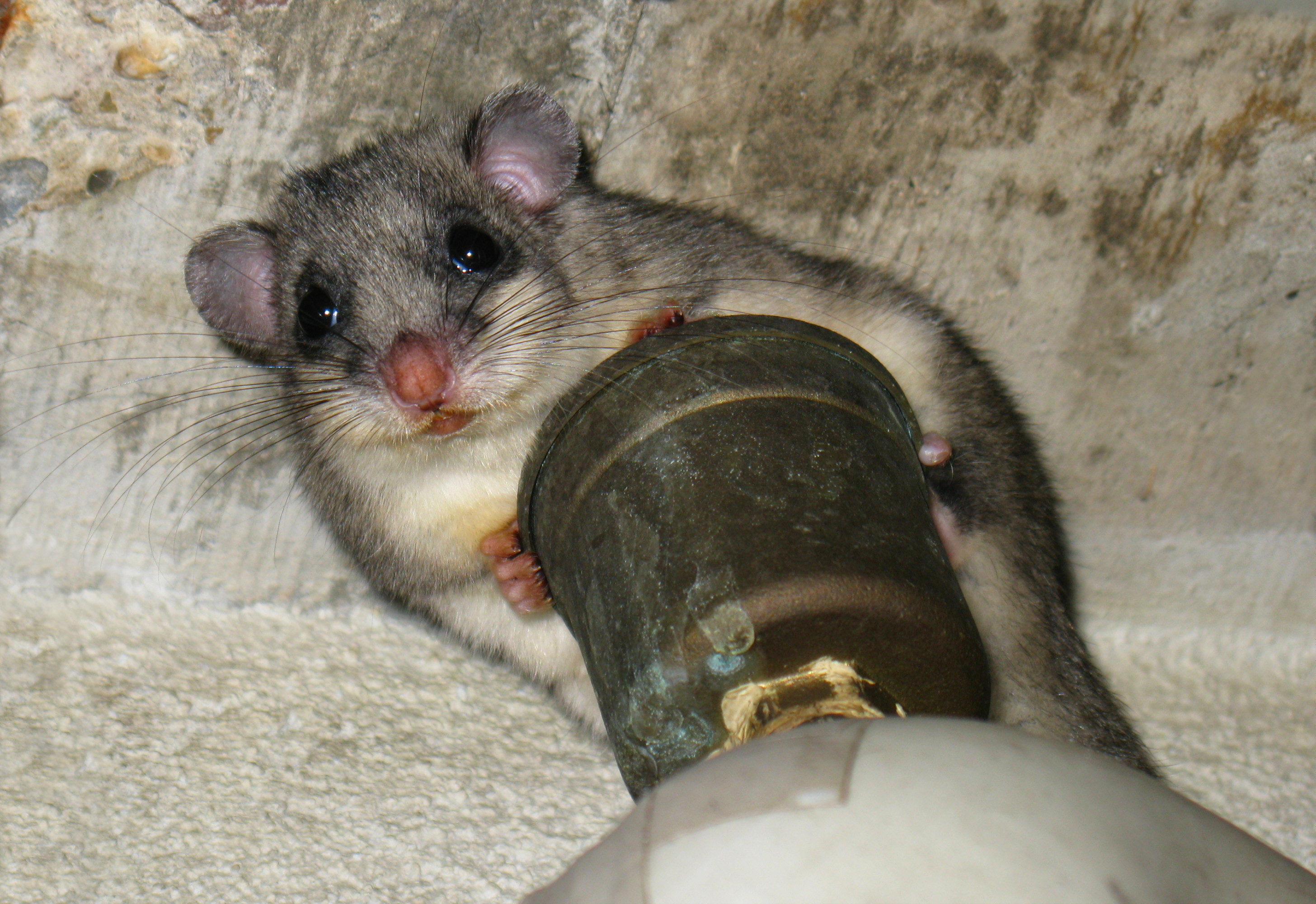
Pârș într-un subsol

În bucătăria romanilor, cam de la sfârșitul Republicii, se consumau pârși crescuți în voliere speciale (glirarii, asemănătoare cuștilor pentru hamsteri de astăzi) și îngrășați în vase întunecoase de teracotă. Se consumau de obicei ca o gustare și, probabil din cauza valorii nutritive reduse și prețului înalt, cu precădere în casele de vază.
Pârșii cenușii erau folosiți în alimentație și în perioadele ulterioare, de exemplu în Slovenia, unde aceștia se consideră o specialitate rară și prinsul lor în curse este o tradiție populară. Consumul pârșilor în Evul Mediu, precum și folosirea grăsimii lor în scopuri medicinale sunt documentate din secolul al XIII-lea. De asemenea erau intensiv vânați sezonier pentru completarea alimentației sau în timpuri de foamete.
Consumul de pârși este o tradiție și în Italia, mai ales în Lombardia și Calabria. În prezent aceasta totuși nu este legal. Vânarea, îngrășarea și consumarea sunt interzise, întrucât acest animal este protejat.